# Ioan Bucutariu
Ioan Bucutariu a fost un politician moldovean, ales în Sfatul Țării. 

## Sfatul Țării
Ioan Bucutariu, de naționalitate moldovean, a fost ales prin vot universal de zemstvoul ținutului Soroca.